# Paso Marconi
El paso Marconi es un paso de montaña y fronterizo entre la República Argentina y la República de Chile. Se ubica en el nordeste del campo de hielo patagónico sur. Une la comuna de O'Higgins de la región de Aysén con el departamento Lago Argentino en la Provincia de Santa Cruz.
Es una de las entradas que tiene el Parque nacional Bernardo O'Higgins la cual se encuentra vigilada por CONAF.
Se encuentra cerca del cerro Gorra Blanca y el refugio chileno Eduardo García Soto instalado en 2004, por el Instituto Chileno de Campos de Hielo.
Los asentamientos más cercanos son El Chaltén en Argentina y Candelario Mancilla en Chile.